# Fats Domino
Fats Domino, nome artístico de Antoine Dominique Domino (Nova Orleans, 26 de fevereiro de 1928 – 24 de outubro de 2017), foi um cantor, compositor e pianista de rock e R&B, considerado um dos mais influentes de todos os tempos.

## Carreira

### Imperial Records (1949–1962)

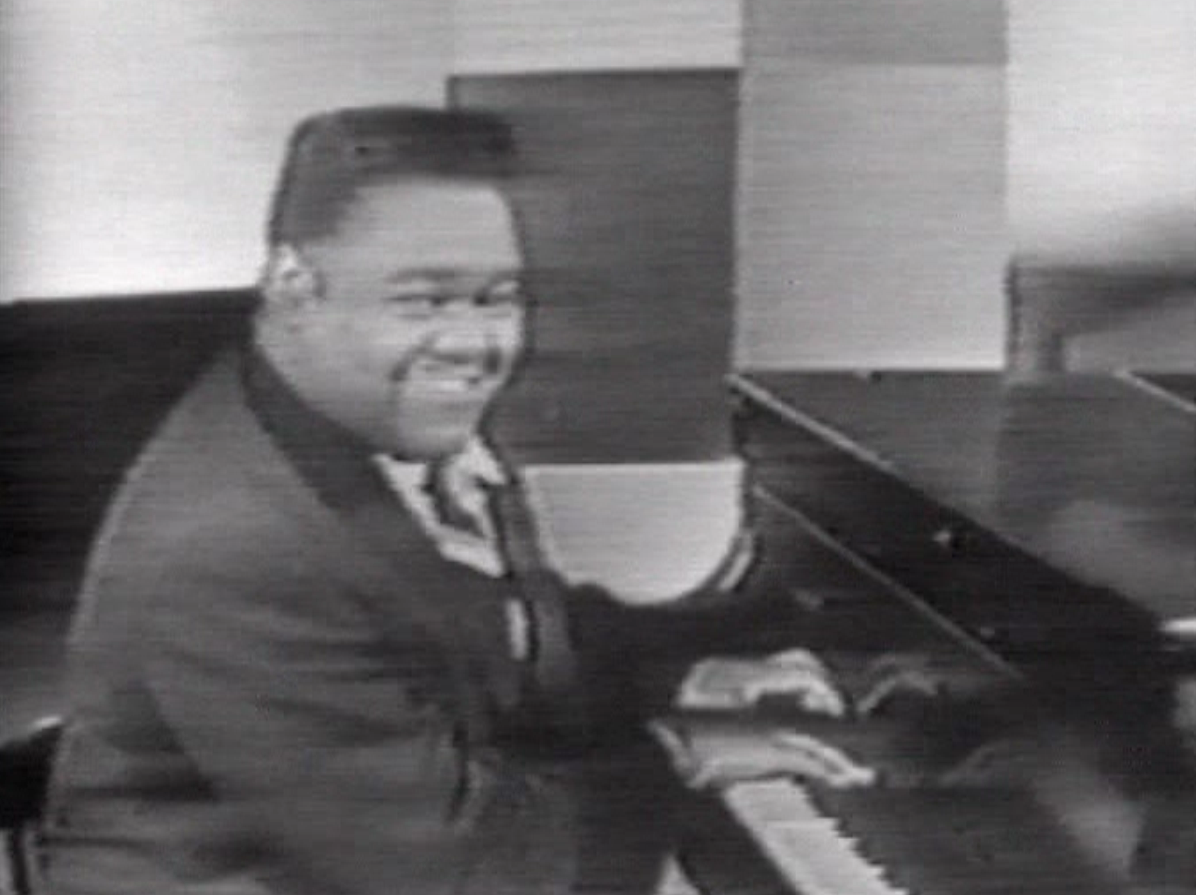
Fats Domino cantando "Blueberry Hill" no "The Alan Freed Show" circa 1956.

Domino atraiu a atenção do nacional com a música "The Fat Man" em 1949 gravada pela Imperial Records. Essa música é uma das primeiras gravações de rock and roll, apresentando piano ritmado e Domino cantando "wah-wah" acompanhado de uma batida forte. A gravação vendeu mais de um milhão de cópias, e é tida como a primeira gravação de rock n roll a fazer isso.
Fats Domino lançou uma série de hits com o produtor e co-compositor Dave Bartholomew, os saxofonistas Herbert Hardesty e Alvin "Red" Tyler e o baterista Earl Palmer. Outros músicos notáveis e companheiros de longa data na banda de Fats foram os saxofonistas Reggie Houston, Lee Allen, e Fred Kemp. Fats finalmente passou para o mainstream da música pop om "Ain't That a Shame" (1955), que alcançou o top 10, mais tarde Pat Boone alcançou a primeira posição com uma versão cover da música que obteve um alcance maior de audiência tocando em rádios na época da segregação racial. Domino teve 37 singles no Top 40.
O primeiro álbum de Fats Domino, "Carry on Rockin", foi lançado em novembro de 1955 e subsequentemente relançado como Rock and Rollin' with Fats Domino in 1956. Combinando uma quantidade de hits e algumas faixas que ainda não haviam sido lançadas como single o álbum alcançou com seu título alternativo o número 17 no Top 200 de álbuns pop da Billboard. Sua versão para a música de 1940 de Vincent Rose, Al Lewis e Larry Stock, "Blueberry Hill" alcançou o segundo lugar no Top 40, foi primeiro lugar nas paradas R&B por 11 semanas, e foi seu maior hit. "Blueberry Hill" vendeu mais de 5 milhões de cópias no mundo entre 1956 e 1957. A música havia sido gravada anteriormente por Gene Autry e Louis Armstrong entre outros. Ainda teve outros singles que viraram hits entre 1956 e 1959, incluindo "When My Dreamboat Comes Home" (#14 Pop), "I'm Walkin'" (#4 Pop), "Valley of Tears" (#8 Pop), "It's You I Love" (#6 Pop), "Whole Lotta Loving" (#6 Pop), "I Want to Walk You Home" (#8 Pop), e "Be My Guest" (#8 Pop).
Fats aparece em dois filmes lançados em 1956: Shake, Rattle & Rock! e The Girl Can't Help It.
Em 2 janeiro de 1956 um tumulto acabou com um show de Fats Domino em Fayetteville, NC, a polícia teve que utilizar bombas de gás para controlar a multidão. Fats pulou de uma janela para evitar a briga; ele e outros dois componentes da banda tiveram ferimentos superficiais.
Até o começo de 1962 Fats continuou lançando uma série de sucessos pela Imperial Records, incluindo "Walkin' to New Orleans" (1960) (#6 Pop), co-escrita por Bobby Charles, e "My Girl Josephine" (#14 Pop) no mesmo ano. Depois que a gravadora foi vendida no começo de 1963, Fats abandonou o selo. "Fiquei preso a eles até eles serem vendidos" foi o que declarou em 1979. Ao todo, Domino gravou mais de 60 singles pelo selo, colocando 40 músicas no top 10 das paradas R&B, e 11 singles no top 10 das paradas Pop. Vinte e dois dos singles por Fats na Imperial Records foram hits double-side.

### Carreira pós-Imperial (1963 até a década de 70)

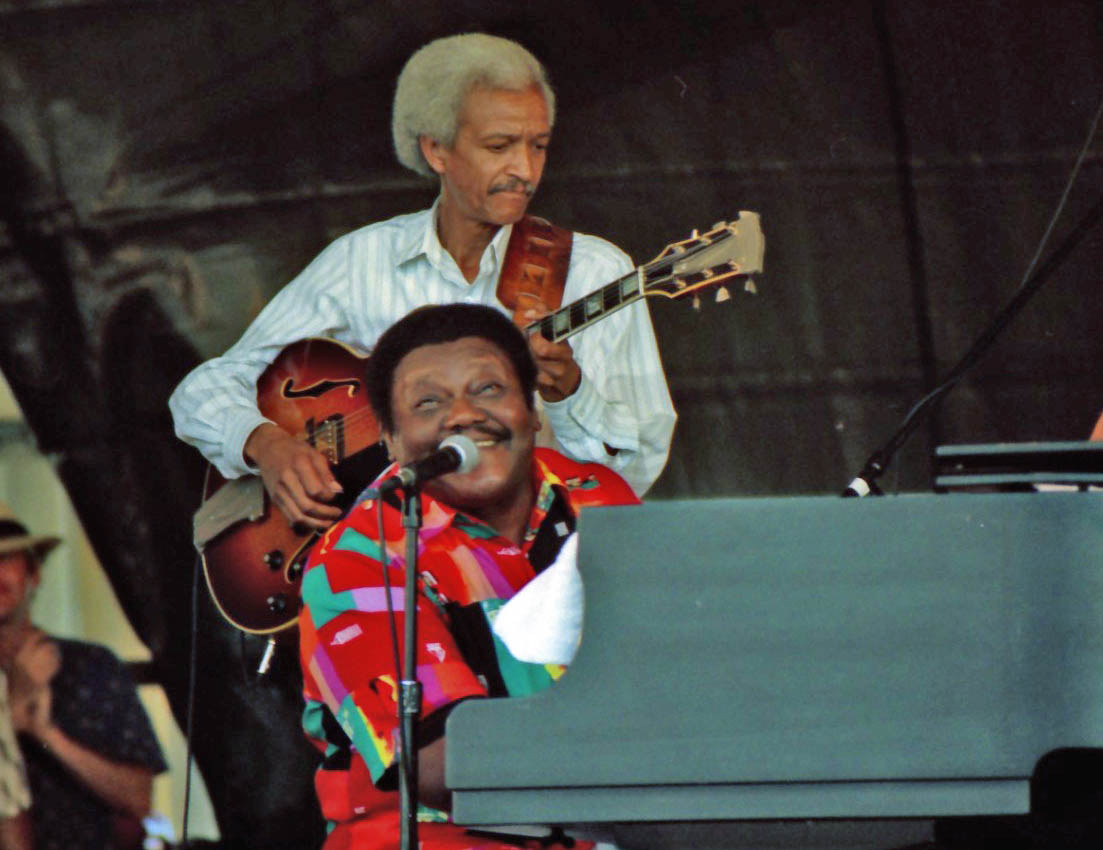
Fats Domino no New Orleans Jazz & Heritage Festival em 1997.

Fats se mudou para a gravadora ABC-Paramount Records em 1963. A empresa fez com que ele fizesses gravações em Nashville ao invés de New Orleans. Também assinou com um novo produtor (Felton Jarvis); A colaboração de longa data de Domino com o produtor/arranjador/frequente co-escritor Dave Bartholomew, que participou de todos seus hits no tempo da Imperial, parecia ter acabado.
Felton Jarvis mudaram o som de Fats de alguma maneira, notavelmente adicionando corais de vozes no estilo countrypolitan na maioria de suas novas gravações. Talvez como resultado dessas mudanças a carreira de sucessos de Fats Domino foi drasticamente cortada. Ele lançou 11 singles pela ABC-Paramount, mas teve somente um hit no Top 40 que foi "Red Sails In The Sunset" em 1963. No final de 1964 a invasão inglesa mudou o gosto musical do público da indústria fonográfica e os sucessos de Fats Domino acabaram.
Apesar da falta de sucesso ele continuou gravando regularmente até meados de 1970, deixando a ABC-Paramount no meio de 1965 fazendo gravações para vários outros selos: Mercury, a pequena gravadora de Dave Bartholomew "Broadmoor", e Reprise. A última música de Fats que alcançou as paradas foi uma gravação feita pela Reprise, de uma cover música cover dos Beatles "Lady Madonna" que chegou ao número 100 em 1968. Ele também continuou se apresentando em shows durante a década.

### Carreira recente (1980–2005)
Nos anos 80, Fats decidiu que não deixaria novamente Nova Orleans, pois recebia uma grande quantia com royalties e muito pouco com turnês, também alegou que não encontrava comida que gostasse em outros lugares. Sua indução ao Rock and Roll Hall of Fame e uma indicação para se apresentar na Casa Branca falharam em persuadir Fats a abrir exceções.
Fats foi convencido a se apresentar fora da cidade periodicamente durante os anos 80 e começo dos 90 para Dianna Chenevert, agente, fundadora e presidente da Omni Attractions com sede em Nova Orleans. A maioria dessas apresentações foram nas proximidades de Nova Orleans, mas também incluíram shows no Texas no "West End Market Place" no centro de Dallas em 24 de outubro de 1986.
Durante bastante tempo Fats morou em uma mansão na área de Lower Ninth Ward, que é predominantemente de classe operária, onde se tornou uma visão comum andando em seu cadillac cor de rosa. Fez apresentações anuais no "New Orleans Jazz and Heritage Festival" e outros eventos locais. Fats foi premiado com o Grammy Lifetime Achievement Award em 1987. Em 1998, o presidente William Clinton o premiou com o National Medal of Arts. In 2004, Rolling Stone ranked him #25 on their list of the "100 Greatest Artists of All Time."

### Tempos difíceis do Furacão Katrina

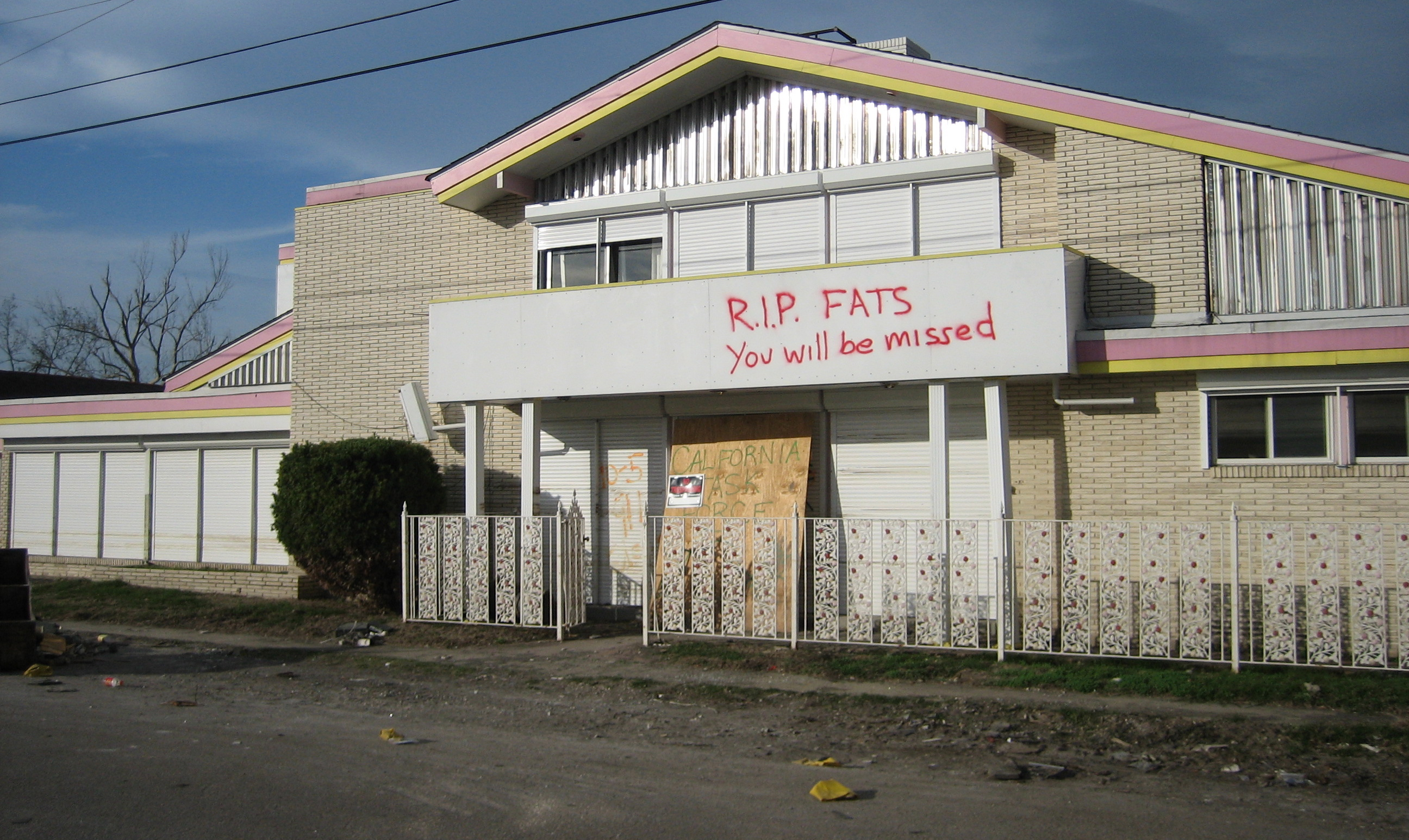
Graffiti em sua casa no tempo em que corriam rumores sobre sua morte.

Quando o Furacão Katrina estava se aproximando de Nova Orleans em agosto de 2005, Dianna Chevenert encorajou Fats a participar da evacuação da cidade, mas ele escolheu permanecer em sua casa com sua família, parcialmente por causa das condições fracas de saúde de sua esposa. Sua casa estava na área que foi gravemente afetada. Chevenert entrou em contato com escritores do jornal "Times Picayune" e com a guarda costeira sobre a localização de Fats.
Alguém pensou que ele estava morto, e pichou a mensagem "RIP Fats. You will be missed" ("Descanse em paz Fats. Sentiremos sua falta.") na sua casa. Em 1 de setembro o agente de Fats, Al Embry, anunciou que ele não teve notícias do músico desde a passagem do furacão.

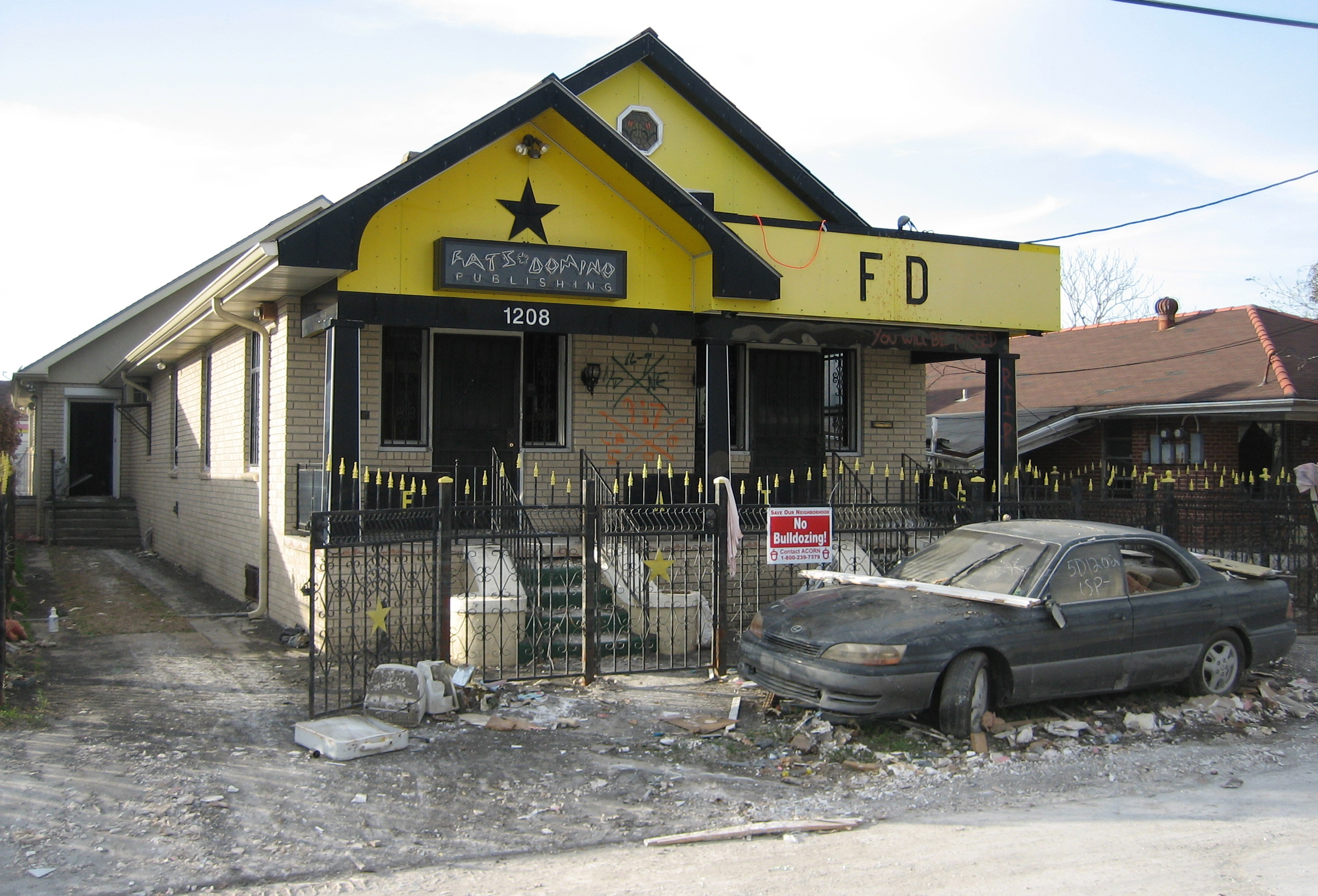
Escritório de Fats Domino, Janeiro de 2006.

Mais tarde no mesmo dia, a CNN reportou que Fats Domino foi resgatado por um helicóptero da guarda costeira. Embry então confirmou que Fats e sua família foram resgatados. Ele foram levados para um abrigo em Baton Rouge, depois foram pegos por JaMarcus Russell, um jogador de futebol americano do time da Universidade do Estado da Louisiana e pelo namorado de sua neta. A família de Fats ficou morando em seu apartamento. O "Washington Post" publicou que em 2 de setembro que eles haviam deixado o apartamento depois de dormir 3 dias no sofá. Segundo o jornal, Fats declarou que haviam perdido tudo.
Em janeiro de 2006, a reconstrução na casa de Fats começou. Até o final dos reparos sua família morou em Harvey, Louisiana.

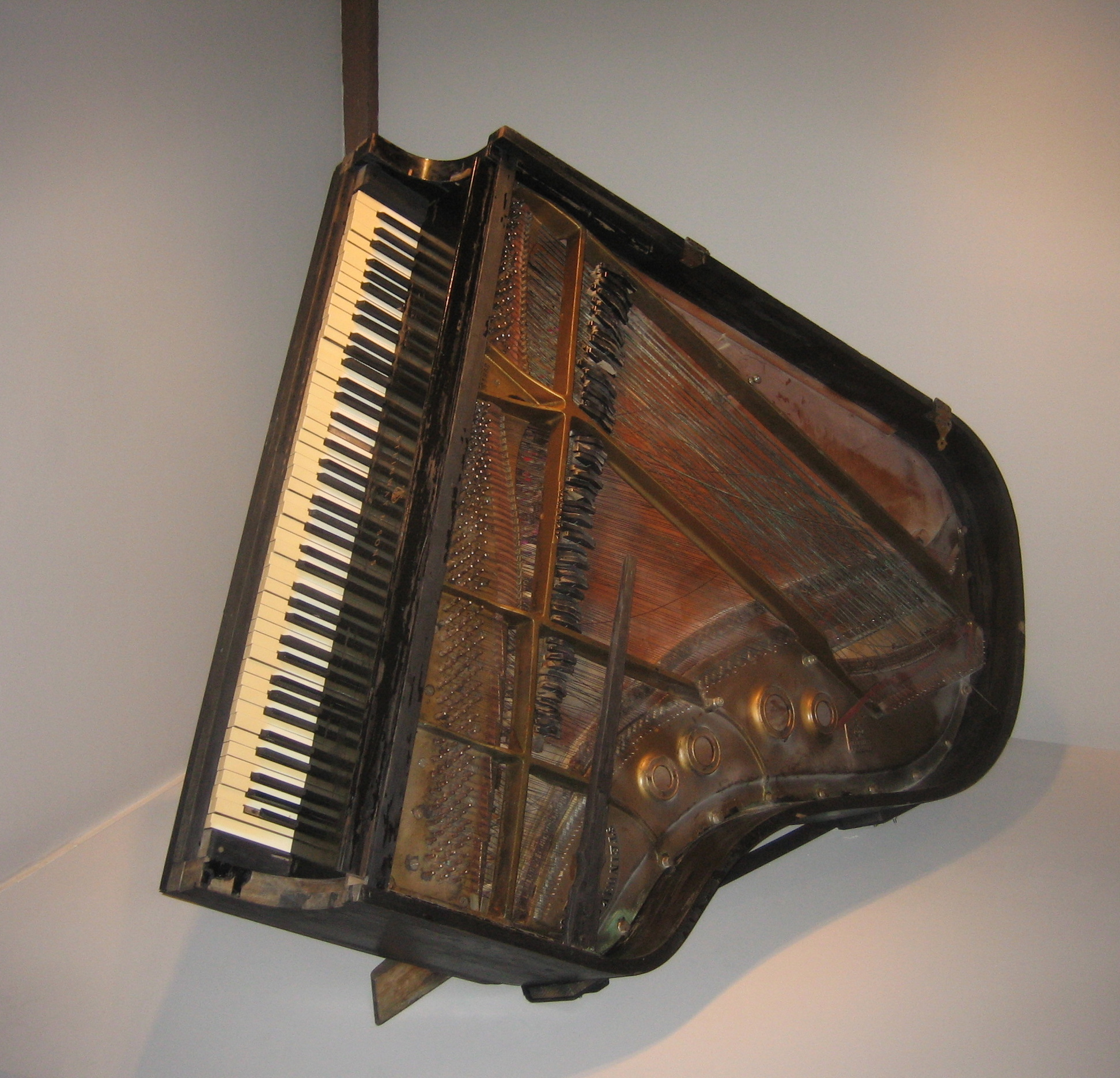
Um dos pianos de Fats resgatado após o Katrina.

O presidente George W. Bush fez uma visita pessoal e substituiu a medalha com qual o Presidente Clinton premiou Fats e acabou perdida. Os discos de ouro foram substituídos pela "Recording Industry Association of America" (RIAA) e pela Capitol Records que é detentora do catálogo da Imperial Records.

### Atividade pós-Katrina
Fats Domino foi o primeiro artista a agendar apresentações no Jazz & Heritage Festival de 2006. Mas, por estar muito doente na época do festival teve condições somente de subir ao palco e cumprimentar o público. No início do mesmo ano ele lançou o álbum "Alive and Kickin'" para beneficiar a fundação "Tipitina", que ajuda músicos indigentes locais. A música título do disco foi gravada depois do Katrina, mas a maioria das faixas eram de sessões não publicadas da década de 90.
Em 19 de maio de 2007, Fats retornou ao palco em Tipitina's em Nova Orleans, se apresentando para um espaço lotado. Uma fundação foi formada e um show foi planejado para a restauração da casa de Fats.

### Curiosidades
Uma das mais famosas músicas de Fats Domino, "Blueberry Hill" foi cantada por Vladimir Putin em 2010, durante um evento de caridade. O primeiro ministro russo começou tocando piano antes de se levantar e assumir o microfone.

## Discografia de singles
Paradas norte americanas mostradas em negrito.
| Lado A                                                    | Lado B                                                    | Ano            | Selo + No. Cat.    | Posições nas paradas | Posições nas paradas | Posições nas paradas |
| Lado A                                                    | Lado B                                                    | Ano            | Selo + No. Cat.    | Billboard Hot 100    | R&B EUA              | Reino Unido          |
| --------------------------------------------------------- | --------------------------------------------------------- | -------------- | ------------------ | -------------------- | -------------------- | -------------------- |
| Detroit City Blues                                        | The Fat Man                                               | 1949           | Imperial 5058      |                      | 2                    |                      |
| Boogie-Woogie Baby                                        | Little Bee                                                | 1950           | Imperial 5065      |                      |                      |                      |
| Hide Away Blues                                           | She's My Baby                                             | 1950           | Imperial 5077      |                      |                      |                      |
| Hey La Bas Boogie                                         | Brand New Baby                                            | 1950           | Imperial 5085      |                      |                      |                      |
| Every Night about This Time                               | Korea Blues                                               | 1950           | Imperial 5099      |                      | 5                    |                      |
| Tired of Crying                                           | What's the Matter Baby                                    | 1951           | Imperial 5114      |                      |                      |                      |
| Don't You Lie to Me                                       | Sometimes I Wonder                                        | 1951           | Imperial 5123      |                      |                      |                      |
| Right From Wrong                                          | No, No Baby                                               | 1951           | Imperial 5138      |                      |                      |                      |
| Rockin' Chair                                             | Careless Love                                             | 1951           | Imperial 5145      |                      | 9                    |                      |
| I'll Be Gone                                              | You Know I Miss You                                       | 1952           | Imperial 5167      |                      |                      |                      |
| Goin' Home                                                | Reeling and Rocking                                       | 1952           | Imperial 5180      | 30                   | 1                    |                      |
| Poor Poor Me                                              | Trust in Me                                               | 1952           | Imperial 5197      |                      | 10                   |                      |
| How Long                                                  | Dreaming                                                  | 1952           | Imperial 5209      |                      | 9                    |                      |
| Nobody Loves Me                                           | Cheatin'                                                  | 1953           | Imperial 5220      |                      |                      |                      |
| Going to the River                                        | Mardi Gras in New Orleans                                 | 1953           | Imperial 5231      | 24                   | 2                    |                      |
| Please Don't Leave Me                                     | The Girl I Love                                           | 1953           | Imperial 5240      |                      | 3                    |                      |
| Rose Mary                                                 | You Said You Loved Me                                     | 1953           | Imperial 5251      |                      | 10                   |                      |
| Something's Wrong                                         | Don't Leave Me This Way                                   | 1953           | Imperial 5262      |                      | 6                    |                      |
| You Done Me Wrong                                         | Little School Girl                                        | 1954           | Imperial 5272      |                      | 10                   |                      |
| Where Did You Stay                                        | Baby Please                                               | 1954           | Imperial 5283      |                      |                      |                      |
| You Can Pack Your Suitcase                                | I Lived My Life                                           | 1954           | Imperial 5301      |                      |                      |                      |
| Love Me                                                   | Don't You Hear Me Calling You                             | 1954           | Imperial 5313      |                      |                      |                      |
| I Know                                                    | Thinking of You                                           | 1954           | Imperial 5323      |                      | 14                   |                      |
| Don't You Know                                            | Helping Hand                                              | 1955           | Imperial 5340      |                      | 7                    |                      |
| Ain't That a Shame                                        | La La                                                     | 1955           | Imperial 5348      | 10                   | 1                    | 23                   |
| All By Myself                                             | Troubles of My Own                                        | 1955           | Imperial 5357      |                      | 1                    |                      |
| Poor Me                                                   |                                                           | 1955           | Imperial 5369      |                      | 1                    |                      |
|                                                           | I Can't Go On                                             | 1955           | Imperial 5369      |                      | 6                    |                      |
| Bo Weevil                                                 |                                                           | 1956           | Imperial 5375      | 35                   | 5                    |                      |
|                                                           | Don't Blame It on Me                                      | 1956           | Imperial 5375      |                      | 9                    |                      |
| I'm in Love Again                                         |                                                           | Março 1956     | Imperial 5386      | 3                    | 1                    | 12                   |
|                                                           | My Blue Heaven                                            |                |                    | 19                   | 5                    |                      |
| When My Dreamboat Comes Home                              |                                                           | Julho 1956     | Imperial 5396      | 14                   | 2                    |                      |
|                                                           | So Long                                                   |                |                    | 44                   | 5                    |                      |
| Blueberry Hill                                            |                                                           | Setembro 1956  | Imperial 5407      | 2                    | 1                    | 6                    |
|                                                           | Honey Chile                                               |                |                    |                      | 2                    | 29                   |
| Blue Monday                                               |                                                           | Dezembro 1956  | Imperial 5417      | 5                    | 1                    | 23                   |
|                                                           | What's the Reason I'm Not Pleasing You                    |                |                    | 50                   | 12                   |                      |
| I'm Walkin'                                               | I'm in the Mood for Love                                  | Fevereiro 1957 | Imperial 5428      | 4                    | 1                    | 19                   |
| The Rooster Song                                          | My Happiness/As Time Goes By/Hey La Bas (EP de 4 músicas) | 1957           | Imperial 147       |                      | 13                   | 8                    |
| Valley of Tears                                           |                                                           | Abril 1957     | Imperial 5442      | 8                    | 2                    | 25                   |
|                                                           | It's You I Love                                           |                |                    | 6                    | 2                    |                      |
| When I See You                                            |                                                           | Julho 1957     | Imperial 5454      | 29                   | 14                   |                      |
|                                                           | What Will I Tell My Heart                                 |                |                    | 64                   | 12                   |                      |
| Wait and See                                              |                                                           | Setembro 1957  | Imperial 5467      | 23                   | 7                    |                      |
|                                                           | I Still Love You                                          |                |                    | 79                   |                      |                      |
| The Big Beat                                              |                                                           | Dezembro 1957  | Imperial 5477      | 26                   | 15                   | 20                   |
|                                                           | I Want You to Know                                        |                |                    | 32                   |                      |                      |
| Yes My Darling                                            | Don't You Know I Love You                                 | Fevereiro 1958 | Imperial 5492      | 55                   | 10                   |                      |
| Sick and Tired                                            |                                                           | Abril 1958     | Imperial 5515      | 22                   | 14                   | 26                   |
|                                                           | No, No                                                    |                |                    | 55                   | 14                   |                      |
| Little Mary                                               | Prisoner's Song                                           | Julho 1958     | Imperial 5526      | 48                   | 4                    |                      |
| Young School Girl                                         | It Must Be Love                                           | Agosto 1958    | Imperial 5537      | 92                   | 15                   |                      |
| Whole Lotta Loving                                        |                                                           | Outubro 1958   | Imperial 5553      | 6                    | 2                    | 10                   |
|                                                           | Coquette                                                  |                |                    | 92                   | 26                   |                      |
| Telling Lies                                              |                                                           | Janeiro 1959   | Imperial 5569      | 50                   | 13                   |                      |
|                                                           | When the Saints Go Marching In                            |                |                    | 50                   |                      |                      |
| I'm Ready                                                 |                                                           | Abril 1959     | Imperial 5585      | 16                   | 7                    |                      |
|                                                           | Margie                                                    |                | Imperial 5585      | 51                   |                      | 18                   |
| I Want to Walk You Home                                   |                                                           | Julho 1959     | Imperial 5606      | 8                    | 1                    | 14                   |
|                                                           | I'm Gonna Be a Wheel Someday                              |                |                    | 17                   | 22                   |                      |
| Be My Guest                                               |                                                           | Outubro 1959   | Imperial 5629      | 8                    | 2                    | 11                   |
|                                                           | I've Been Around                                          |                |                    | 33                   | 19                   |                      |
| Country Boy                                               |                                                           | Janeiro 1960   | Imperial 5645      | 25                   |                      | 19                   |
|                                                           | If You Need Me                                            |                |                    |                      |                      | 98                   |
| Tell Me That You Love Me                                  |                                                           | Abril 1960     | Imperial 5660      | 51                   |                      |                      |
|                                                           | Before I Grow Too Old                                     |                |                    | 84                   |                      | 17                   |
| Walking to New Orleans                                    |                                                           | Junho 1960     | Imperial 5675      | 6                    | 2                    | 19                   |
|                                                           | Don't Come Knockin'                                       |                |                    | 21                   | 28                   |                      |
| Three Nights a Week                                       |                                                           | Agosto 1960    | Imperial 5687      | 15                   | 8                    | 45                   |
|                                                           | Put Your Arms Around Me Honey                             |                |                    | 58                   |                      |                      |
| My Girl Josephine                                         |                                                           | Outubro 1960   | Imperial 5704      | 14                   | 7                    | 32                   |
|                                                           | Natural Born Lover                                        |                |                    | 38                   | 28                   |                      |
| Ain't That Just Like a Woman                              |                                                           | Janeiro 1961   | Imperial 5723      | 33                   | 19                   |                      |
|                                                           | What a Price                                              |                |                    | 22                   | 7                    |                      |
| Shu Rah                                                   |                                                           | Março 1961     | Imperial 5734      | 32                   |                      |                      |
|                                                           | Fell in Love on Monday                                    |                |                    | 32                   |                      |                      |
| It Keeps Rainin'                                          | I Just Cry                                                | Maio 1961      | Imperial 5753      | 23                   | 18                   | 49                   |
| Let The Four Winds Blow                                   | Good Hearted Man                                          | Julho 1961     | Imperial 5764      | 15                   | 2                    |                      |
| What A Party                                              |                                                           | Setembro 1961  | Imperial 5779      | 22                   |                      | 43                   |
|                                                           | Rockin' Bicycle                                           |                |                    | 83                   |                      |                      |
| I Hear You Knocking                                       |                                                           | Novembro 1961  | Imperial 5796      | 67                   |                      |                      |
|                                                           | Jambalaya (On the Bayou)                                  |                |                    | 30                   |                      | 41                   |
| You Win Again                                             |                                                           | Fevereiro 1962 | Imperial 5816      | 22                   |                      |                      |
|                                                           | Ida Jane                                                  |                |                    | 90                   |                      |                      |
| My Real Name                                              | My Heart Is Bleeding                                      | Maio 1962      | Imperial 5833      | 59                   | 22                   |                      |
| Dance with Mr. Domino                                     |                                                           | Julho 1962     | Imperial 5863      | 98                   |                      |                      |
|                                                           | Nothing New (Same Old Thing)                              |                |                    | 77                   |                      |                      |
| Did You Ever See a Dream Walking                          |                                                           | Setembro 1962  | Imperial 5875      | 79                   |                      |                      |
|                                                           | Stop the Clock                                            |                |                    | 103                  |                      |                      |
| Won't You Come on Back                                    | Hands Across the Table                                    | Novembro 1962  | Imperial 5895      |                      |                      |                      |
| Hum Diddy Doo                                             | Those Eyes                                                | Janeiro 1963   | Imperial 5909      | 124                  |                      |                      |
| You Always Hurt the One You Love                          | Trouble Blues                                             | Março 1963     | Imperial 5937      | 102                  |                      |                      |
| True Confession                                           | Isle of Capri                                             | Maio 1963      | Imperial 5959      |                      |                      |                      |
| One Night                                                 | I Can't Go on This Way                                    | 1963           | Imperial 5980      |                      |                      |                      |
| There Goes (My Heart Again)                               |                                                           | Maio 1963      | ABC 10444          | 59                   |                      |                      |
|                                                           | Can't Go on Without You                                   |                |                    | 123                  |                      |                      |
| When I'm Walking (Let Me Walk)                            |                                                           | Julho 1963     | ABC 10475          | 114                  |                      |                      |
|                                                           | I've Got a Right to Cry                                   |                |                    | 128                  |                      |                      |
| Red Sails in the Sunset                                   | Song For Rosemary                                         | 1963           | ABC 10484          | 35                   | 24                   | 34                   |
| I Can't Give You Anything But Love                        | Goin' Home                                                | Agosto 1963    | Imperial 66005     | 114                  |                      |                      |
| Who Cares                                                 |                                                           | 1963           | ABC 10512          | 63                   | 27                   |                      |
|                                                           | Just a Lonely Man                                         | 1963           | ABC 10512          | 108                  |                      |                      |
| Your Cheatin' Heart                                       | When I Was Young                                          | 1964           | Imperial 66016     | 112                  |                      |                      |
| Lazy Lady                                                 |                                                           | 1964           | ABC 10531          | 86                   | 34                   |                      |
|                                                           | I Don't Want to Set the World on Fire                     | 1964           | ABC 10531          | 122                  |                      |                      |
| If You Don't Know What Love Is                            | Something You Got Baby                                    | 1964           | ABC 10545          |                      |                      |                      |
| Mary, Oh Mary                                             | Packin' Up                                                | 1964           | ABC 10567          | 127                  |                      |                      |
| Sally Was a Good Old Girl                                 | For You                                                   | 1964           | ABC 10584          | 99                   |                      |                      |
| Kansas City                                               | Heartbreak Hill                                           | 1964           | ABC 10596          | 99                   |                      |                      |
| Why Don't You Do Right                                    | Wigs                                                      | 1965           | ABC 10631          |                      |                      |                      |
| Let Me Call You Sweetheart                                | Goodnight Sweetheart                                      | 1965           | ABC 10644          |                      |                      |                      |
| I Done Got Over It                                        | I Left My Heart In San Francisco                          | 1965           | Mercury 72463      |                      |                      |                      |
| What's That You Got?                                      | It's Never Too Late                                       | 1965           | Mercury 72485      |                      |                      |                      |
| The Lady in Black                                         | Working My Way Up Steady                                  | 1967           | Broadmoor 104      |                      |                      |                      |
| Big Mouth                                                 | Wait 'Til It Happens to You                               | 1967           | Broadmoor 105      |                      |                      |                      |
| One For The Highway                                       | Honest Papas Love Their Mamas Better                      | 1968           | Reprise 0696       |                      |                      |                      |
| Lady Madonna                                              | One for the Highway                                       | 1968           | Reprise 0763       | 100                  |                      |                      |
| Lovely Rita                                               | Wait 'Till It Happens to You                              | 1968           | Reprise 0775       |                      |                      |                      |
| Everybody's Got Something to Hide Except Me and My Monkey | So Swell When You're Well                                 | 1969           | Reprise 0843       |                      |                      |                      |
| Make Me Belong to You                                     | Have You Seen My Baby                                     | 1970           | Reprise 0891       |                      |                      |                      |
| New Orleans Ain't the Same                                | Sweet Patootie                                            | 1970           | Reprise 0944       |                      |                      |                      |
| Sleeping on the Job                                       | After Hours                                               | 1978           | Sonet 2168 -UK     |                      |                      |                      |
| Whiskey Heaven                                            | --                                                        | 1980           | Warner Bros. 49610 |                      |                      |                      |